# Дмитриевка (Нижнегорский район)
Дмитриевка (до середины XIX века Эски-Кингат; укр. Дмитрівка, крымскотат. Eski Kiñğat, Эски Кинъгъат) — исчезнувшее село в Нижнегорском районе Республики Крым, располагавшееся на северо-востоке района, примерно в 1,5 км юго-восточнее современного села Емельяновка.

## История
Первое документальное упоминание села встречается в Камеральном Описании Крыма… 1784 года, судя по которому, в последний период Крымского ханства эски Кан Ат входил в Кучук Карасовский кадылык Карасъбазарскаго каймаканства. После присоединения Крыма к России (8) 19 апреля 1783 года, (8) 19 февраля 1784 года, именным указом Екатерины II сенату, на территории бывшего Крымского Ханства была образована Таврическая область и деревня была приписана к Перекопскому уезду. После Павловских реформ, с 1796 по 1802 год, входил в Перекопский уезд Новороссийской губернии. По новому административному делению, после создания 8 (20) октября 1802 года Таврической губернии, Эски-Кингат территориально находился в Урускоджинской волости Феодосийского уезда, но в Ведомости о числе селении, названиях оных, в них дворов… состоящих в Феодосийском уезде от 14 октября 1805 года деревня не числится. На военно-топографической карте генерал-майора Мухина 1817 года деревня Ески кингат обозначена с 10 дворами. Затем, видимо, вследствие эмиграции крымских татар в Турцию, деревня опустела и в «Ведомости о казённых волостях Таврической губернии 1829 года» в составе Бурюкской волости (переименованной из Урускоджинской) Эски-Кингат уже не значится. На картах 1836, 1842 и 1865 года обозначены развалины деревни.
Видимо, в 1920-х годах примерно на этом же месте возникло селение Ново-Дмитриевка. Согласно Списку населённых пунктов Крымской АССР по Всесоюзной переписи 17 декабря 1926 года, в хуторе Арман Старый (или Ново-Дмитриевка), Емельяновского сельсовета (в котором село состоит всю дальнейшую историю) Феодосийского района, числилось 22 двора, все крестьянские, население составляло 102 человека, из них 83 грека и 19 русских. На километровой карте Генштаба Красной армии 1941 года отмечено, как просто Ново-Дмитриевка.
С 25 июня 1946 года селение в составе Крымской области РСФСР, а 26 апреля 1954 года Крымская область была передана из состава РСФСР в состав УССР. Ликвидировано к 1968 году (согласно справочнику «Крымская область. Административно-территориальное деление на 1 января 1968 года» — в период с 1954 по 1968 год, как село Емельяновского сельсовета.